# Josef Benischek

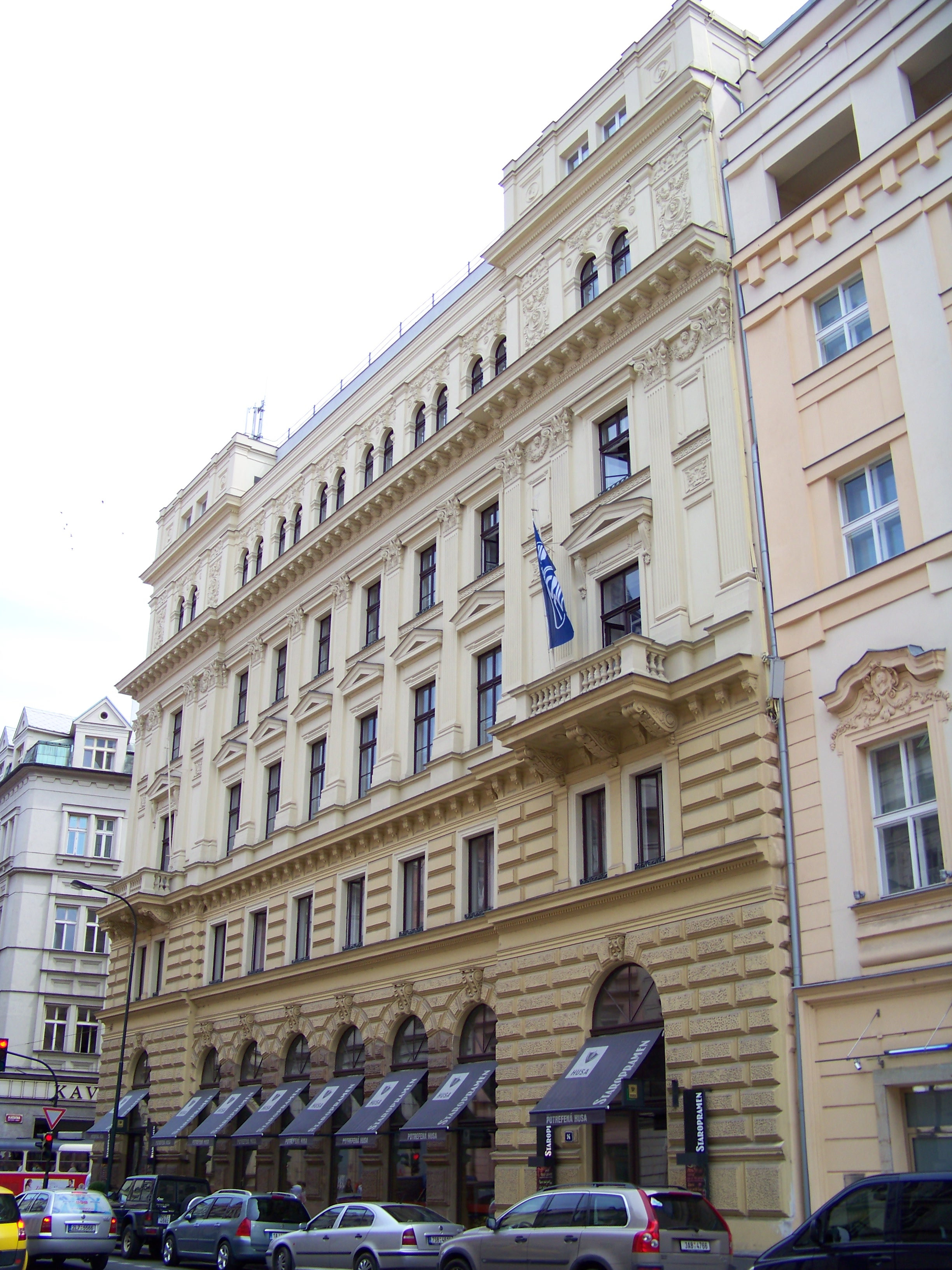
Ehem. Verwaltungsgebäude der Böhmischen Nordbahn in Prag, Hybernská čp. 1003/III

Josef Benischek (* 23. Februar 1841 in Philippsdorf, Schlesien; † 16. Juli 1896 in Prag) war ein österreichischer Architekt.

## Leben
Nach dem Besuch des Gymnasiums in Troppau studierte er von 1861 bis 1865 am Polytechnikum in Wien. Im Jahr 1873 wurde er Hauptarchitekt der neu gegründeten Böhmischen Bau- und Immobilien-Bank und siedelte nach Prag über. Er wurde Mitglied des deutschen Polytechnischen Vereins in Prag. Seine Architektursprache orientierte sich an den schmuckreichen Neorenaissance-Palais im Wien der Gründerzeit. Benischek war seit 1870 Mitglied des Österreichischen Ingenieur- und Architektenvereins und von 1885 bis 1891 Vorsitzender der Ingenieurkammer in Böhmen.

## Werke

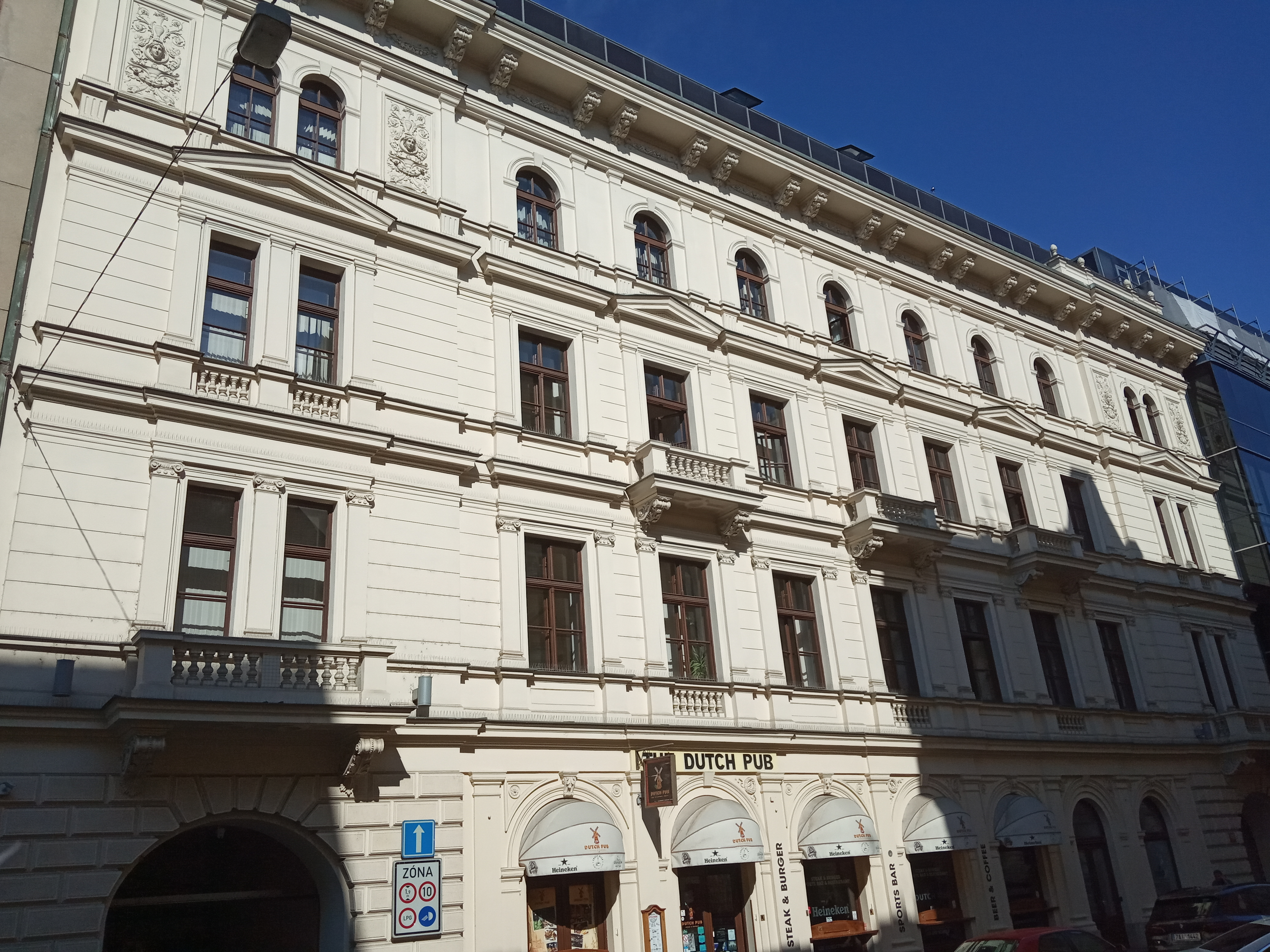
Vladislavova 15, Prag

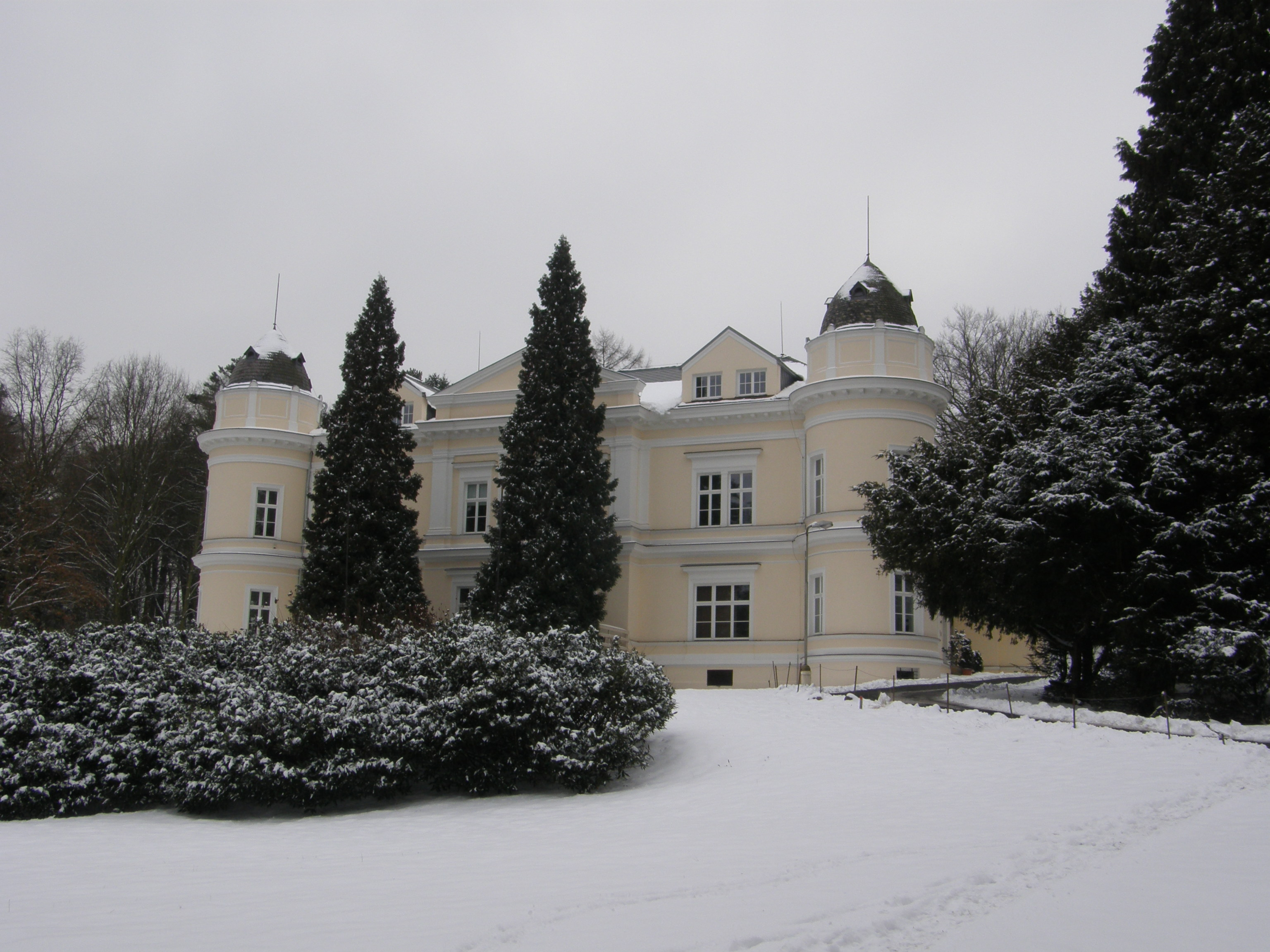
Neues Schloss in Dalovice (Dallwitz)

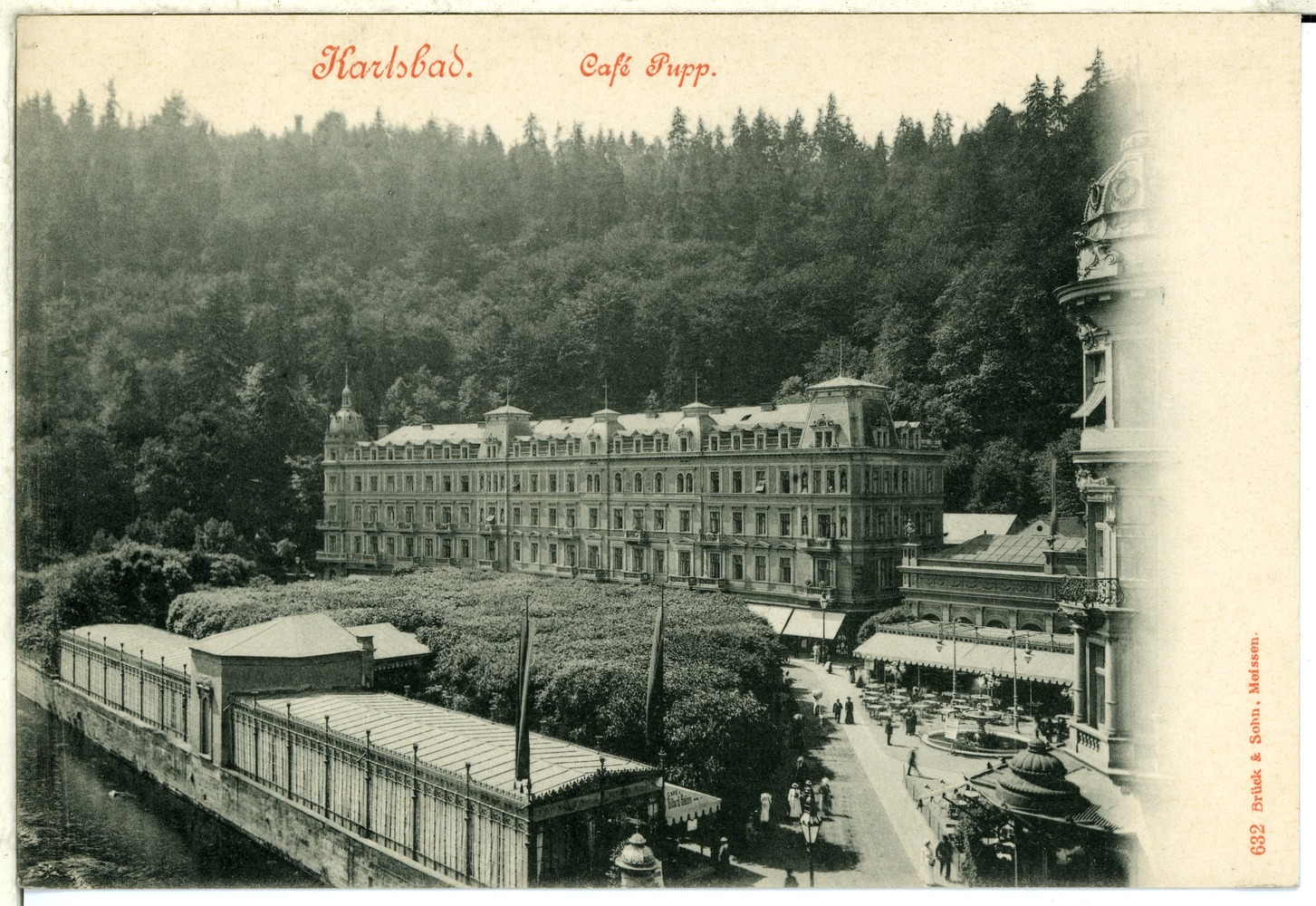
Grandhotel Pupp Karlsbad

### Bauten
- 1873–1874 Verwaltungsgebäude der vereinigten Turnau-Kralup-Prager Eisenbahn und Böhmischen Nordbahn Prag, Hybernská 1003
- 1873 Haus der Ersten Böhmischen wechselseitigen Brand- und Hagelschaden-Versicherungs-Anstalt Prag, Vladislavova 15
- 1874–1875 Neues Schloss in Dallwitz (Böhmen) für Friedrich Baron Riedl von Riedenstein (unter Denkmalschutz ÚSKP-Nr. 38621/4-779)[2]
- 1876–1883 Landesirrenanstalt in Dobrzan bei Pilsen (jetzt Psychiatrisches Krankenhaus Dobřany, Tschechien).[3] Der Entwurf von Carl Schlimp wurde vermutlich nicht realisiert.
- 1877 ff. Bau von Villen und Miethäusern in Prag, u. a. seine eigene Villa in Prag-Žižkov
- 1880 Eckwohnhaus in Prag-Neustadt – Praha-Nové Město, Politických vězňů 1597/19 Ecke Opletalova 1597/24; 1930 aufgestockt (unter Denkmalschutz ÚSKP-Nr. 54877/1-2305)[4]
- 1882 Turnvereinshalle und Friedhofshalle in Rumburg
- 1883 Erweiterung des Parkhotels Pupp in Karlsbad

### Entwürfe
- Berliner Reichstag (1872)
- Prager Künstlerhaus Rudolfinum (1874)
- Landesexerzitienanstalten für Böhmen (1881)
- Museum des Königreichs Böhmen (1884)
- Reichsgericht Leipzig (1885)
- Redoutensaal-Gebäude in Innsbruck (1885)
- Versorgungs-Anstalt in Brünn (1888)